# Tom Pillibi
Chansons représentant la France au Concours Eurovision de la chanson
Oui, oui, oui, oui
(1959) Printemps, avril carillonne
(1961)
Chansons ayant remporté le Concours Eurovision de la chanson
 Een beetje
(1959)  Nous les amoureux
(1961)
Tom Pillibi est la chanson (paroles de Pierre Cour et musique d'André Popp) qui a remporté le Concours Eurovision de la chanson 1960, chantée en français par Jacqueline Boyer, marquant la deuxième victoire de la France dans les premières années du concours.

## Thème des paroles
C'est une chanson modérément rythmée, où la chanteuse parle de son amoureux (c'est lui dont le nom donne son titre à la chanson). Elle parle de tout ce qu'il possède (deux châteaux, des navires, les autres femmes qui veulent être à lui) avant de révéler qu'il « n'a qu'un défaut » : il est « si menteur », si bien que rien de ce qu'elle avait déjà dit à son sujet n'est vrai. Et pourtant, chante-t-elle, elle l'aime toujours.
Conformément à ce qui deviendra de plus en plus la norme dans l'histoire du concours, la version anglaise de la chanson, tout en parlant du même personnage, nous laisse sur une tout autre impression. Tom y apparaît comme un coureur de jupons à qui l'on ne peut pas du tout faire confiance. C'est pour cela peut-être que le livre de Mangan sur l'histoire du concours va encore plus loin dans la confusion en disant que la chanson nous parle « d'un homme avec deux châteaux et deux bateaux, qui se conduit comme un vrai salopard, mais que de toute façon elle aimera toujours ». Boyer a également enregistré la chanson en allemand sous le même titre.

## À l'Eurovision
Elle est intégralement interprétée en français, langue nationale, comme le veut la coutume avant 1966.
La chanson était passée treizième du concours, après Renato Rascel qui représentait l'Italie avec Romantica. À l'issue du vote, elle a obtenu 32 points, première sur treize.
La chanson suivante lauréate du Concours, en 1961, était Nous les amoureux interprétée par Jean-Claude Pascal qui représentait le Luxembourg. La chanson suivante qui représentait la France était Printemps, avril carillonne interprétée par Jean-Paul Mauric.

## Classements
| Classement (1960)                       | Meilleure position |
| --------------------------------------- | ------------------ |
| Allemagne (Media Control AG)            | 21                 |
| Belgique (Flandre Ultratop 50 Singles)  | 4                  |
| Belgique (Wallonie Ultratop 50 Singles) | 3                  |
| Espagne (IFPI)                          | 1                  |
| France (IFOP)                           | 2                  |
| Pays-Bas (Single Top 100)               | 14                 |
| Royaume-Uni (UK Singles Chart)          | 33                 |